# Tatiana Proskouriakoff
Tatiana Proskouriakoff, nascuda Tatiana Avenírovna Proskuriakova, rus: Татья́на Авени́ровна Проскуряко́ва (Tomsk, Rússia, 23 de gener de 1909 - Cambridge (Massachusetts), Estats Units d'Amèrica, 30 d'agost de 1985) fou una arqueòloga, lingüista i il·lustradora estatunidenca d'origen rus, investigadora de les cultures mesoamericanes, que va contribuir significativament a l'estudi de la civilització maia.
Autodidacta en aquestes disciplines, ja que la seva formació acadèmica era en arquitectura; arribà a aquelles començant com a dibuixant. Se la recorda sobretot per la seva contribució essencial al coneixement de l'escriptura maia, en demostrar que les inscripcions de Piedras Negras i Yaxchilan relataven successos històrics i vides de personatges reals, i no mitologies ni descripcions calendàriques, com es pensava fins llavors. Una altra de les seves aportacions fou un sistema de datació de monuments basat en la morfologia i estil escultòric de les peces. També és reconeguda per la labor dels seus inicis, com a dibuixant de jaciments arqueològics, i fou pionera juntament amb Carlos Vierra en el concepte de dibuix de reconstrucció de grans estructures: representació artística d'espais arquitectònics dilatats tal com podien haver estat en la seva època d'esplendor. Autora d'articles i llibres sobre la cultura maia clàssica.

## Infantesa (1909-23)
Tatiana Proskouriakoff nasqué a la ciutat siberiana de Tomsk, el 23 de gener de 1909. La seva mare, Alia Nekrassova, era doctora en medicina, una de les primeres dones que obtingueren aquesta graduació a Rússia. El seu pare, Avenir Proskouriakoff, era enginyer químic. Tenia una germana major, Ksenia.
Tatiana —o Tania, com li agradava de ser esmentada—, es va educar en un ambient intel·lectual exigent, que reforçà les seves capacitats naturals, particularment la del dibuix. L'interès per l'arqueologia va poder formar part d'aquest ambient, perquè l'avi de Tatiana, professor de ciències naturals, escrigué articles sobre arqueologia siberiana.
El seu pare, per problemes cardíacs, no fou allistat en l'exèrcit rus durant la Primera Guerra Mundial, i es comissionà, en canvi, el 1915 per supervisar la fabricació d'armament als Estats Units, la qual cosa dugué la família a viatjar a la regió de Filadèlfia, a Pennsilvania. Al cap de poc de salpar, l'Arcàngel, el vaixell en el qual viatjaven, es veié bloquejat pel gel, i Tatiana emmalaltí d'escarlatina i diftèria, en tant que la seva germana contreia els mateixos mals, i endemés el xarampió; hagueren de ser conduïdes de retorn a terra, pel gel. En la primavera següent, ja el 1916, la família va poder a la fi reunir-se a Pennsilvania. Després de la Revolució russa, decidiren quedar-se als Estats Units. La mare de Tatiana tornà a exercir la medicina, i el seu pare es va contractar com a professor de química. Tatiana només hauria de tornar un cop a la seva terra natal, per visitar un altre maianista rus, important pel desxiframent de l'escriptura maia, Yuri Knorozov.
El 1923 obtingué la nacionalitat dels Estats Units.

## Estudis secundaris i universitaris (1923-30)
Feu els estudis secundaris a la Lansdowne High School, on alguns companys l'anomenaven duquessa, com a senyal de respecte a la seva excepcional intel·ligència. Després passà per l'escola d'arquitectura del Pennsylvania State College. També va cursar estudis durant un any a la Universitat de Pennsylvania, però no és cert que es gradués per aquesta institució, como es va dir algun cop. El 1930, obtingué el Bachelor of Science en arquitectura, pel Pennsylvania State College, la qual cosa marca el final dels seus estudis reglats. A partir d'aquest moment, tot ho aprendria sense aules ni títols.

## Primers treballs. Contacte casual amb el Museu Universitari de Filadèlfia (1930-1936)
La gran depressió havia reduït quasi a zero la indústria de la construcció, per la qual cosa Proskouriakoff passà diversos anys cercant treball sense èxit. Per a guanyar-se la vida, hagué de treballar en la botiga Wanamaker's, un dels primers grans magatzems comercials dels Estats Units.
El seu primer contacte amb el món de l'arqueologia fou modest i casual. Aconseguí un treball eventual com a dibuixant de patrons per a petit-point. Alguns dels motius que havia de dibuixar a petita escala estaven en el Museu Universitari de Filadèlfia, en el qual obtingué permís per exercir la seva labor de copista. Va travar amistat amb un curador o conservador de museu, per al qual feu altres dibuixos gratuïtament (anys després declararia que ho havia fet «per no avorrir-se»). L'arqueòleg Linton Satterthwaite es va quedar sorprès per la qualitat del treball de Proskouriakoff, i la introduí en el món de l'arqueologia, com a aficionada entusiasta, però no remunerada.

## Primeres expedicions. Els «dibuixos de reconstrucció» (1936-38)
El 1936 es preveia una expedició a Piedras Negras. Linton Satterthwaite convidà Proskouriakoff a anar-hi com a dibuixant. El Museu podria pagar-li el viatge i la manutenció, però no remunerar-li el treball. Ella acceptà, i viatjà amb el grup d'arqueòlegs primer a la zona arqueològica de Palenque i després a Piedras Negras.
Segons el seu biògraf Ian Graham, quan Proskouriakoff veié per primer cop el temple del Sol de Palenque, s'adonà que havia trobat la seva vocació. Va seguir treballant gratis per al museu, i participà en una altra expedició a Piedras Negras el 1937. Però arribà un moment en què Satterthwaite estava decidit a acomiadar-la: no podia mantenir per més temps una persona en plantilla sense pagar-li un sou, i les dures condicions de depressió econòmica no permetien assolir esperances que algun cop hi hagués pressupost per a contractar-la. No obstant això, quan l'equip es va reunir a Filadèlfia de tornada de l'expedició de 1937, Satterthwaite li demanà a Proskouriakoff que realitzés un dibuix de «reconstrucció» de l'anomenada acròpoli de Piedras Negras, i ella el feu en les seves estones lliures. Aquests dibuixos de «reconstrucció», intents d'imaginar a partir de les ruïnes escenaris complets tal com pogueren ser originàriament, foren el següent pas en la carrera de Proskouriakoff, i el que la dugué a l'exercici professional de l'arqueologia.
En algun moment entre 1937 i 1938, el ja consagrat maianista Sylvanus Morley, que havia treballat per a l'Institut Carnegie per a la Ciència, conegué els dibuixos de reconstrucció de Proskouriakoff que mostraven l'acròpoli de Piedras Negras tal com podia haver estat en els seus anys d'esplendor. Morley, notable arqueòleg però també persona amb habilitats polítiques i comercials, s'adonà del valor d'aquests dibuixos per a atansar els seus projectes científics al gran públic i als mecenes. Immediatament feu tot el possible perquè Proskouriakoff comencés a participar formalment en els nous projectes maianistes del Carnegie.

## A Copán i Chichen-Itzá, amb l'Institut Carnegie (1938-43)
Morley tampoc tenia diners per a pagar a Proskouriakoff, ni autoritat suficient dins l'Institut Carnegie per a aconseguir que contractés la jove dibuixant. Però sí que tenia un nom conegut, habilitats de màrqueting, i experiència sobre la manera d'aconseguir diners. Empès a contractar Proskouriakoff, organitzà dues campanyes de recaptació de fons anomenades Els amics de Copan i Els amics de Chichen-Itza. Ser membre d'aquests cercles d'amics costava 100 dòlars, però a canvi es tenia la satisfacció d'haver contribuït a l'arqueologia maia. Morley envià una sèrie de cartes a persones que podien tenir interès a ser-ho, en què emfasitzava la importància que Proskouriakoff formés part dels projectes:
| « | La fotografia és una bona cosa, i absolutament indispensable, per descomptat, per al registre científic de les troballes. Però per a presentar-les al gran públic, mostrant com eren realment aquestes antigues ciutats quan estaven habitades, les restauracions de miss Proskouriakoff són el millor recurs que conec. | » |

Les cartes recaptadores dels amics contenien dues errades sobre Tatiana Proskouriakoff: la presentaven com «una jove russa nascuda als Estats Units», mentint sobre el lloc de naixement, i la declaraven titulada en la Universitat de Pennsylvania, quan ho era del Pennsylvania State College, però no de la universitat.
Amb gran habilitat, Morley aconseguí finalment que Proskouriakoff viatgés a Copán i Chichen-Itzá el 1938, a fer dibuixos de reconstrucció, finançada per protectors independents, els amics d'ambdós jaciments. La Institució Carnegie no establí cap vinculació formal amb la dibuixant, però la seva sola presència a Copan l'associava a Carnegie, i les cartes que Morley havia enviat a potencials mecenes tenien la capçalera de Carnegie. El 1943 entrà a la fi en plantilla, i fou considerada endemés topògrafa i excavadora, membre de l'equip d'arqueologia de la Divisió Carnegie d'Investigació Històrica, i no sols dibuixant i il·lustradora, la qual cosa era un avenç en el seu camí a ser considerada arqueòloga. En l'anuari de 1944 del Carnegie ja apareix Proskouriakoff, amb l'anunci que An album of Maya architecture, la col·lecció dels dibuixos de reconstrucció, està en la impremta. En realitat, la guerra retardà el treball, i el llibre no es publicà fins a 1946

## Datació de monuments. Interpretació de glifs (1943-60)
A partir de 1943, el treball de Proskouriakoff com a epigrafista i arqueòloga començà a superar al de l'artista dels dibuixos de reconstrucció. Des de 1938 treballava en un sistema de datació dels monuments maies, i des de 1943 en la interpretació dels glifs de Piedras Negras. El 1944 publicà el seu primer article com a investigadora, relatiu a l'escriptura maia: An Inscription on a Jade Probably Carved at Piedras Negras.
L'interès per la datació sorgeix, sembla ser, d'una discussió amb Morley sobre la data de construcció d'un monument: Morley tenia un sistema de datació basat en consideracions estètiques, i Proskouriakoff no el considerava adequat, per la qual cosa creà ella mateixa un nou mètode, basat en la morfologia i l'estil escultòric. Es comptava amb unes quantes peces amb dates inscrites i, per tant, de datació inequívoca, i Proskouriakoff realitzà una anàlisi profunda i ordenada d'aquestes peces, que li permeté datar per comparació les que mancaven d'inscripcions, amb un mètode molt millor que els emprats fins llavors, al qual se li atribueix un marge d'errada d'entre 20 i 30 anys. Aquests treballs es publicaren el 1950 en l'obra A study of classic Maya sculpture.
La seva contribució més important a l'arqueologia maia fou la interpretació de monuments i glifs de Piedras Negras i Yaxchilan, que contribuiria al procés de desxiframent de l'escriptura maia. El 1943, Proskouriakoff comença a treballar sobre la hipòtesi que els trenta-cinc monuments de Piedras Negras estan distribuïts de forma preconcebuda, i no aleatòria. Diversos indicis la duen a imaginar que els edificis es poden classificar en set grups, cada un dels quals podria representar la vida d'una persona, segurament un governant. Sobre aquesta hipòtesi, els glifs que es repeteixen en els set grups de monuments comencen a tenir significat: indiquen successos de la vida, com naixements, matrimonis, morts, entronitzacions, victòries en combat... i també els noms d'homes i dones que hi passen. On fins llavors es veien déus o sacerdots sorgiren de manera lògica pares, mares i fills de set generacions. També indicis que li permeteren a ella i als investigadors posteriors descobrir els sistemes de successió dels governants, o els noms de les dinasties.
El 1950 el seu lloc de treball tornà a estar en risc, perquè la Institució Carnegie va concloure els treballs maianistes amb l'expedició de Mayapán (1950-1955), i va cessar tot el personal dedicat a aquests, excepte als tres membres més joves, entre els quals es trobava Proskouriakoff, que quedaren en plantilla amb un sou reduït. El 1958 desaparegué definitivament el Departament d'Investigació Històrica del Carnegie. Per aquells temps, Proskouriakoff era ja una reputada maianista, i fou immediatament contractada com a curadora d'art maia en el Museu d'Arqueologia i Etnologia de la Universitat Harvard.
La seva labor en la Universitat Harvard se centrà en l'estudi dels glifs maies, que publicaria el 1960 (Piedras Negras) i 1964 (Yaxchilan). Entre les seves primeres reflexions sobre el problema, de 1943, i la publicació del seu article el 1960 s'havien produït avenços per altres maianistes: Yuri Knorozov havia transcendit els «jeroglífics», en demostrar que l'escriptura maia incloïa també elements fonètics, i Heinrich Berlin havia descobert que alguns glifs tenien funció de topònims, i de noms de dinasties associades als indrets anomenats. L'aportació de Proskouriakoff el 1960 va completar la revolució en el coneixement de l'escriptura maia: demostrava que els glifs narraven la història de set governants de Piedras Negras, i de les seves famílies i subordinats. De sobte, els maies ingressaren dins la història escrita.

## Restauració de les peces del dipòsit subterrani de Chichen-Itzá (1960-74)
Durant tres lustres, Proskouriakoff treballà en la restauració d'un miler de peces de jade del dipòsit subterrani de Chichen-Itzá. El 1974 publicà la seva anàlisi, Jades from the Cenote of Sacrifice, Chichen Itza, Yucatan. Va morir el 1985, amb 76 anys, deixant sense concloure la seva obra Maya History, 'Història maia', que editaria i publicaria el 1993 Rosemary Austin, de la Universitat de Texas.

## Obres
- An Inscription on a Jade Probably Carved at Piedras Negras (1944). [Inscripció en jade, probablement tallada a Piedras Negras]. Article publicat a la revista Notes on Middle American Archaeology and Ethnology, 2:142 - 147.
- An Album of Maya Architecture (1946). [Àlbum d'arquitectura maia] Publicació 553 de la Carnegie Institution of Washington, publicat a Notes on Middle American Archaeology and Ethnology , 3 143-150. Hi ha una edició de la University of Oklahoma Press, de 1963, i una altra de Dover Publications, de 2003, ISBN 0-486-42484-7
- The Death of a Civilization (1946) [La mort d'una civilització]. Article publicat en el Scientific Monthly de desembre de 1946, pp. 82–87.
- A Study of Classic Maya Sculpture (1950). [Estudi de l'escultura clàssica maia] Publicació 593 de la Carnegie Institution of Washington. Hi ha una edició de Martino Publishing, ISBN 1-57898-653-2
- Definitions of Maya Art and Culture (1959). [Definicions d'art i cultura maies] Publicat en The Art Quarterly 23:111-124.
- Bonampak, Chiapas, Mexico (1955) Publicació 602 de la Carnegie Institution de Washington. En col·laboració amb Karl Ruppert y J.E.S. Thompson.
- Historical Implications of a Pattern of Dates at Piedras Negras, Guatemala (1960). [Implicacions històriques d'un patró de dates a Piedras Negras, Guatemala]. Publicat a American Antiquity 25:454-475.
- Historical Data in the Inscriptions of Yaxchilan (1964). [Dades històriques en les inscripcions de Yaxchilan]. Publicat a Estudis de Cultura Maia, en dos parts, la primera de 1960 - 3:149-167 i la segona de 1964-4:177 - 201
- Reseña de Edzná, Campeche, México. Settlement Patterns and Monumental Architecture (1969). Resseña de Edzná, Campeche, México (1969). [Ressenya de Edzná, Campeche, Mèxic. Patrons d'assentament i arquitectura monumental]. Publicat a American Anthropologist 73(4): 917-918.
- Reseña de Kultura Drevnikh Maya, by R.V. Kinzhalov (1972). Publicat a American Anthropologist 74:36. És una recenssió d'un article de l'antropòleg rus Rostislav Kinzhalov.
- Jades from the Cenote of Sacrifice, Chichen Itza, Yucatan (1974). [Jades del cenote dels sacrificis. Chichen Itzá, Yucatán]. Publicat en Memoirs Vol. 10 Nº 1, del Peabody Museum of Archaeology and Ethnology, a Cambridge, Massachusetts.
- Olmec Gods and Maya God-Glyphs (1978). [Deus olmeques i glifos maies de deus] A Codex Wauchope: A Tribute Roll, editat per M. Biardino, B. Edmonson i W. Cremer, pp. 113–117. Human Mosaic Vol. 12. Tulane University New Orleans.
- Incidents of Ancient Maya History (1984) [Incidents de la història maia antiga]. Publicat a Proceedings of the American Philosphical Society 128:164-166. Philadelphia.
- Maya History (1993). [Història maia]. El seu llibre inconclús, editat per Rosemary Joyce, de la Universitat de Texas, Austin. N'hi ha una edició en castellà de 1994 (vegeu bibliografia).